# Oskar Deutsch

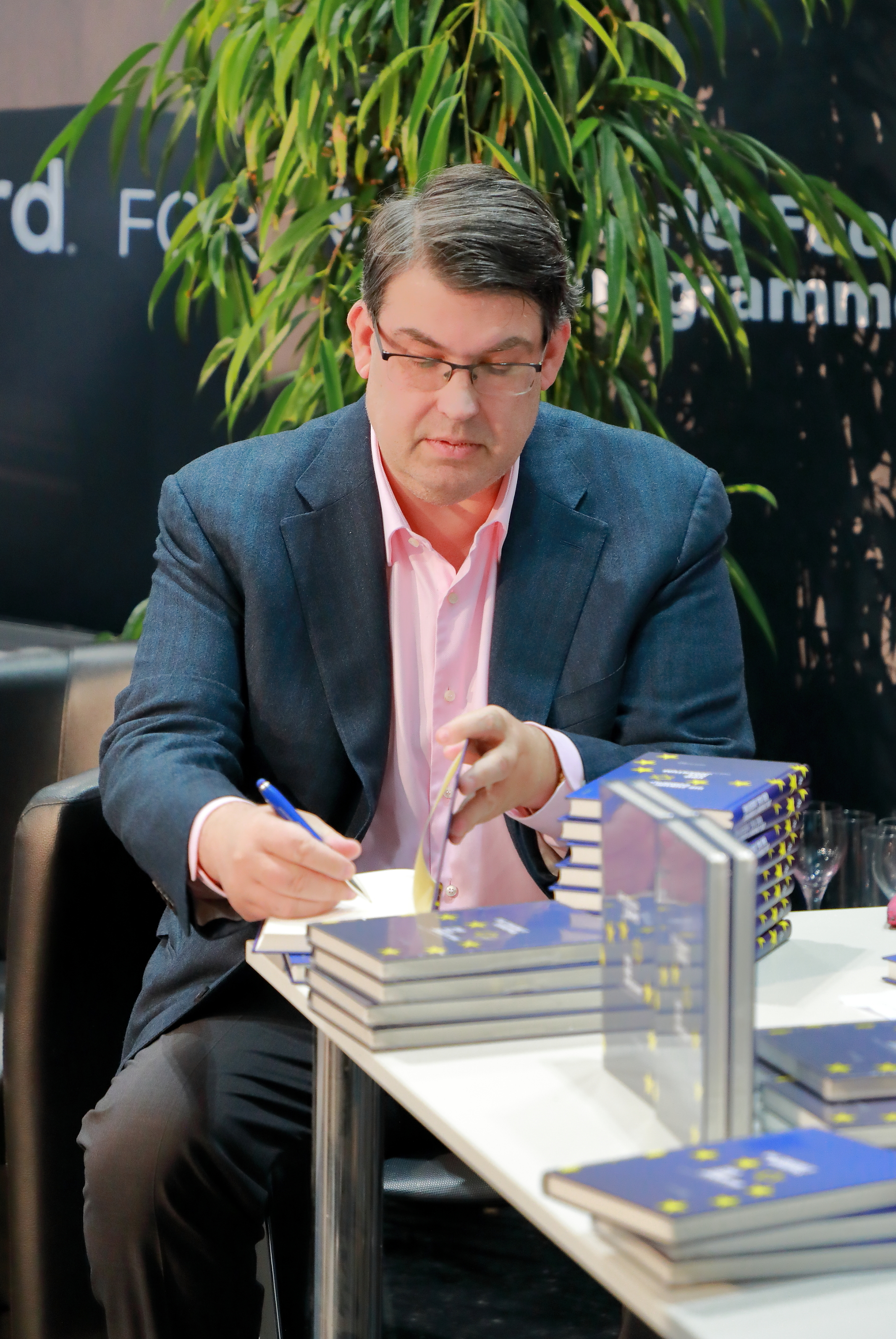
Oskar Deutsch bei der Signierung eines seiner Bücher auf der Buch Wien 17

Oskar Deutsch (* 25. April 1963 in Wien) ist ein österreichischer Unternehmer und seit 2012 Präsident der Israelitischen Kultusgemeinde Wien, der Israelitischen Religionsgesellschaft Österreichs (IRG) sowie des Bundesverbandes der Israelitischen Kultusgemeinden Österreichs.

## Leben
Deutsch besuchte die American International School in Wien und studierte an der Wirtschaftsuniversität Wien. Nachdem er in verschiedenen Positionen in der in Familienbesitz befindlichen Kaffeehandelsgesellschaft Alvorada in Vösendorf gearbeitet hatte, war er zuletzt Geschäftsführer.
Seit 1993 ist Deutsch Mitglied des Kultusrats der Israelitischen Kultusgemeinde Wien. 1997 war er gemeinsam mit Ariel Muzicant Mitbegründer der Wahlliste Atid („Jüdische Zukunft“). 1999 wurde er Vizepräsident der Kultusgemeinde. Daneben ist er  Vorsitzender des Sportclubs Maccabi Wien und war 2011 Leiter des Organisationskomitees der 13. Europäischen Makkabiade in Wien.
Nachdem Oskar Deutsch am 21. Februar 2012 als Nachfolger des zurückgetretenen Ariel Muzicant zum Präsidenten der IKG gewählt worden war, erfolgte die Bestätigung am 29. November 2012 durch den neu gewählten Kultusvorstand der IKG. Überschattet wurde die Wahl Deutschs vom Hausverbot gegen Ronald Lauder vom World Jewish Congress, nachdem dieser angeblich den Gegnern Deutschs mit einer Geldspritze an die Macht verhelfen wollte. Am 13. Jänner 2013 wurde nach einer Aussöhnung zwischen Lauder und Deutsch das Hausverbot aufgehoben.
Deutsch ist in seiner Präsidentschaft die Öffnung der Gemeinde hin zur nichtjüdischen Mehrheitsgesellschaft ein Anliegen. Er setzt sich gegenüber der Politik zudem für den Kampf gegen Antisemitismus und die Absicherung jüdischen Lebens in Wien ein. Seit 2020 beschäftigt die Gemeindeführung die andauernde Coronakrise. IKG-Präsident Deutsch und der Kultusvorstand bemühen sich hier einerseits durch die Einrichtung von unbürokratischen Hilfsfonds um die finanzielle Unterstützung von Gemeindemitgliedern, die durch die Lockdowns in existenzielle Probleme gekommen waren, andererseits um rasche Impfmöglichkeiten vor allem für ältere und vulnerable Gemeindemitglieder.
Darüber hinaus ist die IKG seit Beginn des Krieges in der Ukraine sehr aktiv in der Hilfe für jüdische Geflüchtete.
Am 11. Jänner 2023 wurde Oskar Deutsch mit 95,7 Prozent erneut zum Präsidenten der IKG gewählt. Im Jänner 2025 wurde Deutsch das Große Goldene Ehrenzeichen der Republik verliehen. In seine Rede erklärte er, dass seine Freude getrübt sei, weil „wir es seit dem 7. Oktober mit viel Hass auf den Straßen zu tun haben. Hass, der sich als Israel-Bashing auf den Straßen abspielt“.

## Politische Stellungnahmen

### Zu Situation in Gaza am 28. Juli 2025
Am 29. Juli 2025 war Deutsch in der Zeit im Bild 2 (ORF) im Interview mit Armin Wolf. Auf die Frage von Wolf in Bezug auf den Krieg in Israel und Gaza seit 2023: „Sichert es die Existenz Israels, wenn in Gaza 60.000 Menschen - mindestens zwei Drittel Zivilisten - getötet werden, 90% der Gebäude zerstört sind und hunderttausende Menschen Hunger leiden und zwei Millionen Menschen vertrieben sind?“, antwortete Deutsch: „Das wissen wir alles nicht.“ Worauf Wolf antwortete „Das wissen wir schon.“ Darauf kam von Deutsch: „Das ist ein Kriegszustand. Er hätte beendet werden können. Wenn die Weltöffentlichkeit Druck auf die Hamas machen würde, statt auf Israel, wäre es schon beendet.“ Weiters hält Deutsch das Kabinett Netanjahu IV nicht für eine rechtsextreme Regierung. Es seien nur „Leute dort in der Regierung, die man vielleicht dazu zählen könnte“. Wolf führt den israelischen Finanzminister Bezalel Smotrich als Beispiel an, der sich selbst als „homophoben Faschisten“ bezeichnet und erst wenige Stunden zuvor gesagt, es gebe kein palästinensisches Volk. Von Deutsch kam die Antwort, dass das nicht Regierungslinie sei und dieser Minister mit Finanzen zu tun habe und nicht mit Gaza. Deutsch behauptete, dass die israelische Armee das Völkerrecht nicht breche. Auf den Hinweis, dass jede internationale Hilfsorganisation vom Rotem Kreuz über die Caritas bis zur UNO berichte, dass dort gehungert werde, beschwerte sich Deutsch, dass diese nie bei den Geiseln gewesen seien und „permanent Israel verurteilen. Das sind keine ausschlaggebenden Organisationen.“ Danach kam das Gespräch auf die Verteilung von Lebensmitteln. Dazu sagte Deutsch, es gebe Lebensmittel an der Grenze und keiner bringe diese zu den Leuten. Israel unternehme vieles, damit die Leute in Gaza zum Essen kämen. Wolf antwortete: „Die israelische Regierung verhindert, dass die Lieferungen nach Gaza kommen. Nur eine US-Organisation verteilt diese und dabei werden hunderte Leute erschossen.“ Deutsch konterte darauf: „Von der Hamas werden sie erschossen.“ Auf Nachfrage, wieso sich Deutsch bei den Hungernden und Getöteten im Gazastreifen vorhin nicht sicher gewesen sei, jetzt aber sagen könne, dass die Hamas diese Menschen erschossen habe, antwortete Deutsch: „Das habe ich so nicht gesagt.“ Weiters kritisierte Deutsch die beabsichtigte Anerkennung Palästinas als Staat durch Frankreich und Großbritannien, da er befürchtete, dass der Hamas-Chef dann in den Élysée-Palast eingeladen werden würde. Wolf bezeichnete diese Aussage als „reine Polemik“. Die Äußerungen Deutschs wurden in zahlreichen Medien überwiegend kritisch kommentiert: Der Falter bezeichnete sie als unverblümte Propaganda und Realitätsleugnung. In der Kleinen Zeitung wurden die Aussagen als Zeugnis von Faktenresistenz und selektiver Wahrnehmung bezeichnet. Der Verweis auf antisemitische Stereotype stimme zwar historisch, in der gegenwärtigen Lage klinge diese Anschuldigung aber wie eine Verschwörungstheorie. Die Presse bezeichnete das Interview als „desaströs“.

### Zu Amnesty International
Nachdem Amnesty International Israel in einem Bericht vom Februar 2022 Apartheid gegenüber den Palästinensern in den besetzten Gebieten und gegenüber den Palästinensern in Israel selbst vorgeworfen hatte, erklärte Deutsch, der Apartheid-Vorwurf sei „so falsch wie die Brunnenvergifter-Lügen im Mittelalter“ und Amnesty International verbreite damit „israelbezogenen Antisemitismus“.

### Zu antisemitischen Protesten in Wien und weiteren Vorfällen
Nach dem Terrorangriff der Hamas auf Israel 2023 kam es auch in Wien zu Demonstrationen mit antisemitischen Parolen. Deutsch forderte, dass Demonstrationen, bei denen die Auslöschung Israels gefordert wird, untersagt werden. Juden und Jüdinnen in Österreich seien angesichts des wachsenden Antisemitismus sehr besorgt, „aber wir werden uns nicht einschüchtern lassen“, betonte er in der ORF-„Pressestunde“ im Oktober 2023. Manche hätten auch Angst, weil „ein bisschen“ versucht werde, den Krieg nach Europa und die ganze Welt zu bringen, berichtete der IKG-Präsident. Aber das jüdische Leben funktioniere mittlerweile auch dank der erhöhten Sicherheitsvorkehrungen wieder relativ normal, sagte Deutsch. Angesichts des derzeit lautesten Antisemitismus von muslimischer Seite mahnte Deutsch, den traditionellen rechten Antisemitismus in Österreich nicht zu vergessen. Scharfe Kritik übte er auch an der Grazer KPÖ. Deren Forderung nach Verhältnismäßigkeit könne Israel nur nachkommen, wenn es sein Raketenabwehrsystem „Iron Dome“ abschalten würde, damit es in Israel durch den Raketenbeschuss der Hamas genau so viele Opfer gäbe wie in Gaza. Das beste Mittel gegen Antisemitismus sei jüdisches Leben und dessen Förderung. Die Bemühungen der Regierung im Kampf gegen den Antisemitismus begrüßte der IKG-Chef. Schärfere Strafen für antisemitische Vorfälle wie das Herunterreißen der israelischen Fahne würde er durchaus begrüßen. IKG-Präsident Deutsch warnte nach der Präsentation der Antisemitismus-Meldestelle der IKG im Oktober 2024 vor einer Gewöhnung von Antisemitismus in all seinen Erscheinungsformen. Im ersten Halbjahr 2024 gab es laut der Stelle 808 Meldungen, was einer Zunahme um rund 160 Prozent im Vergleich zum ersten Halbjahr 2023 entspreche. Vor allem der israelbezogene Antisemitismus stieg stark an. Deutsch erklärte in einem Statement: „Leider ist die Lage weiterhin bedrohlich und ununterbrochen bedrückend. Was nicht geschehen darf ist, dass man sich an den grassierenden Antisemitismus in all seinen Erscheinungsformen gewöhnt.“ Alle politisch motivierten Akteure sollten sich nicht nur mit dem Hass der anderen beschäftigen, sondern im eigenen weltanschaulichen Lager aktiv werden und Verantwortung übernehmen.

### Zu Francesca Albanese
Im Mai 2024 bezeichnete Deutsch die Menschenrechtsjuristin und UN-Sonderberichterstatterin Francesca Albanese als „notorische Israel-Dämonisiererin und Antisemitin“.

### Zu Omri Boehm
Als der israelische Philosoph Omri Boehm eingeladen wurde, im Rahmen der Wiener Festwochen eine Rede zu halten, sagte Deutsch, Boehm vertrete weder Israelis noch Juden und würde „Antisemiten in aller Welt den Weg ebnen“. Dass Boehm selbst jüdisch sei, ändere nichts, sagte Deutsch und zog einen Vergleich mit dem antisemitischen ehemaligen Wiener Bürgermeister Karl Lueger, der gesagt hatte: „Wer a Jud ist, bestimme ich.“

### Zu Aussagen von Johannes Pietsch (JJ)
Zur Kontroverse rund um ein Statement vom Gewinner des Eurovision Song Contest 2025, Johannes Pietsch, der sich dafür aussprach, Israel aufgrund des anhaltenden Krieges in Israel und Gaza vom Song Contest auszuschließen, schrieb Deutsch der Plattform X: „JJ rief nach dem ESC auf, Liebe zu verbreiten. Jetzt reiht er sich aber in den Chor der Israel-Hasser ein, macht israelische Opfer zu Aggressoren und spaltet. Das ist enttäuschend, aber vor allem gefährlich.“

### Position zum FPÖ-Nationalratspräsidenten
Der IKG-Präsident kündigte in einem Interview im November 2024 an, die Sitzungen des NS-Opferfonds zu boykottieren, solange Walter Rosenkranz dort den Vorsitz führt. Deutsch sieht auch ein Problem mit Rosenkranz’ Funktion als Leiter des Nationalfonds für NS-Opfer und des Fonds für die jüdischen Friedhöfe. „Ich vertrete ja dort die Kultusgemeinde, sowohl im Nationalfonds als auch im Friedhofsfonds.“ Er könne nicht dabei sein, wenn der Präsidenten des Nationalrats, der deutschnationaler Burschenschafter ist, die Sitzungen der Fonds leite, sagte der IKG-Präsident. Selbiges gelte auch für die Vergabe des Simon-Wiesenthal-Preises gegen Antisemitismus, die mit dem Amt des Nationalratspräsidenten verbunden ist und somit künftig in Rosenkranz’ Händen liegt. Der Simon-Wiesenthal-Preis war 2020 vom Nationalrat beschlossen worden. Die FPÖ hatte jedoch gegen die Benennung des Preises nach Simon Wiesenthal gestimmt, da Wiesenthal unter anderem aufgedeckt hatte, dass der frühere FPÖ-Chef Friedrich Peter ein SS-Offizier war. Deutsch zeigte Verständnis für den Protest der Jüdische österreichische Hochschüler:innen gegen den FPÖ-Nationalratspräsidenten im November 2024. Sie hätten – im Gegensatz zu den Aussagen Rosenkranz’ – gewaltfrei protestiert, „und ich habe sie sehr gut verstanden“, sagte Deutsch.

### Position zu FPÖ-ÖVP-Verhandlungen 2025
Deutsch kritisierte im Namen der IKG die ÖVP scharf, aufgrund von laufenden Koalitionsverhandlungen mit der FPÖ. Im weiteren Verlauf kam es zum Abbruch der Verhandlungen, worhaufhin der IKG-Präsident folgendes Statement abgab: „Nachdem die FPÖ gescheitert ist, ist die Zweite Republik als liberale Demokratie im Herzen Europas vorerst gerettet.“

## Werke
- Die Zukunft Europas und das Judentum: Impulse zu einem gesellschaftlichen Diskurs (Hrsg.) Böhlau Verlag, Wien 2017, ISBN 978-3-205-20531-9

## Auszeichnungen
- 2025: Großes Goldenes Ehrenzeichen für Verdienste um die Republik Österreich[27]